# Obereopsis aurata
Obereopsis aurata är en skalbaggsart som beskrevs av Stefan von Breuning 1954. Obereopsis aurata ingår i släktet Obereopsis och familjen långhorningar. Inga underarter finns listade i Catalogue of Life.